# 劉伯縉
劉伯縉（1531年—？），字薦卿，山東濟南府歷城縣人，軍籍，明朝政治人物。

## 生平
嘉靖三十四年（1555年）乙卯科山東鄉試第六十七名舉人，隆慶二年（1568年）中式戊辰科會試第三百六十四名，三甲第二百四十四名進士。授直隶蠡縣知縣，迁户部主事，榷北新关税，使得税收增加二万四千馀金。萬曆六年（1578年）升任杭州府知府。分別修萬曆《蠡縣志》和《杭州府志》。萬曆十年（1582年）八月升山西副使、潞州兵备道。自作座右铭曰：居则为端人正士，出则为循吏良臣。致仕归時，囊箧萧然，外无长物，图书数卷而已。

## 家族
曾祖劉孜；祖父劉堂；父劉隆（劉龍）（1505年-1586年），字文盛，别号西楼，經商致富，买书聚书数十万卷藏于家，以子貴誥封中憲大夫杭州府知府；母彭氏，封恭人。具慶下。弟劉伯紳、劉伯綬（號吾山、萬曆丙子舉人、楚雄知府）。
子刘化光，字汝化。天启七年举人，候选推官。崇祯十一年，他奉命训练回民兵，以保护济南西郭，他植栅挑壕以为防备，清兵至，他率众拒守，崇祯十二年己卯，济南城陷，他与儿子、崇祯三年举人刘汉仪俱力战而死。